# Tarragona (Davao Oriental)
Tarragona és un municipi de quarta categoria de la província de Davao Oriental, Filipines. Segons el cens de l'any 2000, té una població de 22.846 persones en 4.458 habitatges.

## Barangays
Tarragona està políticament subdividia en 10 barangays.
- Cabagayan
- Central (Pob.)
- Dadong
- Jovellar
- Limot
- Lucatan
- Maganda
- Ompao
- Tomoaong
- Tubaon